# Symplocos incahuasensis
Symplocos incahuasensis là một loài thực vật có hoa trong họ Dung. Loài này được Sagást. & M.O. Dillon miêu tả khoa học đầu tiên năm 1989.